# Como dizia o poeta...
Como dizia o poeta... è un album in studio dei cantautori brasiliani Vinícius de Moraes, Marília Medalha e Toquinho, pubblicato nel 1971 dall'etichetta discografica RGE.

## Tracce
Tutti i brani sono stati composti da Toquinho e Vinícius, eccetto i brani A4 e B4 dove è autrice anche Marília Medalha.
1. Tarde em Itapoã
2. Como dizia o poeta
3. Tomara,
4. Valsa para o ausente,
5. Samba De Gesse -
6. A tonga da mironga do kabuletê
7. A benção, Bahia
8. Mais um adeus
9. A vez do Dombe   -
10. O grande apelo
11. Samba da rosa
12. Melancia e côco verde

## Formazione
- Toquinho - voce, chitarra. pianoforte, arrangiamento
- Vinícius de Moraes - voce
- Marília Medalha - voce